# Sandy Patton
Sandy Patton (Inkster (Michigan), 8 maart 1948) is een Amerikaanse jazzzangeres.

## Biografie
Patton komt uit een muzikale familie en ze begon al op jonge leeftijd te zingen. Een nicht van haar was lid van de Marvelettes. Tijdens haar studie aan Howard University ging ze als professioneel zangeres werken, met Face of the Earth, waarmee ze ook opnam. Ze richtte een eigen groep op, Spirit, en werkte drie jaar in de band van Lionel Hampton. Ze werkte verder o.a. met Dizzy Gillespie, Paquito D'Rivera, Cab Calloway, Joe Haider, Jimmy Woode, Al Grey, Junior Mance, Benny Bailey en Ray Brown. Ze zong op opnames van Grand Mother's Funck, Rainer Glas, Peter Schärli en Martin Schrack. Verder zingt ze gospel met Esther Feingold.
Van 1995 tot 2013 was ze hoogleraar jazz-zang aan de Swiss Jazz School en de Hochschule der Künste Bern.

## Discografie (selectie)
- Waltz Forever, My Love (1996)
- The Jazz Age Sextet & Kammerorchester Schloß Werneck Happy Birthday, Duke! (1999)
- Paradise Found (2002)
- Painting Jazz (2007)
- Friends 4 Friends A Family Affair (2008, met Wege Wüthrich, Franz Biffiger, Michel Poffet, David Elias)